# Université nationale de Singapour
L'université nationale de Singapour (anglais : National University of Singapore ; abréviation anglaise : NUS ; chinois : 新加坡国立大学 ; pinyin : Xīnjiāpō Guólì Dàxué ; abréviation chinoise : 国大 ; malais : Universiti Kebangsaan Singapura ; tamoul : சிங்கப்பூர் தேசிய பல்கலைக்) est une université publique destinée à la recherche qui est située à Singapour.
Elle compte plus de 40 000 étudiants, dont 30 098 dans le premier cycle et 10 793 dans celui du troisième.   
Fondée en 1905 comme une université de médecine, c'est la plus vieille institution d'enseignement supérieur à Singapour, et également la plus grosse quant au nombre d'étudiants inscrits et au nombre de parcours possibles. NUS propose une large palette de disciplines, parmi lesquelles les sciences fondamentales, l’ingénierie, l'informatique, la médecine, le design, l'urbanisme, le droit, les sciences sociales, le management, le commerce, les arts et la musique. L'université compte parmi ses anciens élèves 4 premiers ministres ou présidents de Singapour et 2 premiers ministres de Malaisie.  
NUS a été reconnue comme la meilleure institution pour l'enseignement supérieur en Asie pendant trois années consécutives,, avant de redevenir la plus prestigieuse en 2019. Elle est apparue dans les palmarès des autres périodiques comme l'une des meilleures univerisités en Asie,. 

## Historique
En septembre 1904, Tan Jiak Kim prend la tête d'un groupe demandant au gouverneur des colonies britanniques des détroits (Straits Settlements), Sir John Anderson, la création d'une faculté de médecine à Singapour. M. Tan, également alors le président de l'association cino-britannique des détroits, réussi à rassembler 87 077 Staits dollars, dont 12 000 $ de sa propre poche.  Le 3 juillet 1905, la faculté de médecine fut créée et appelée la Straits Settlements and Federated Malay States Government Medical School, littéralement la faculté de médecine gouvernementale des détroits et états fédérés malais.
En 1912, la faculté de médecine reçoit un financement à hauteur de 120,000$ de la fondation du roi Edward VII, dirigée par Lim Boon Keng. À la suite de cet apport important, la faculté est renommée King Edward VII Medical School le 18 novembre 1913, puis King Edward VII College of Medicine en 1921 pour refléter son vocation universitaire.
En 1928, le Raffles College, du nom du fondateur de Singapour Sir Thomas Raffles, est fondé avec pour but de promouvoir les arts et les sciences sociales au niveau universitaire pour les étudiants malais. 

### Université de Malaisie (1949–1962)
Deux décennies plus tard, le Raffles College, et le King Edward VII College of Medicine sont fusionnés pour créer l'université de Malaisie (University of Malaya) le 8 Octobre 1949. L'objectif de cette fusion : donner à la fédération malaise et à Singapour la capacité à former des universitaires et fonctionnaires de haut niveau. La croissance de l'université de Malaisie fut très rapide pendant la première décennie et conduit à créer deux divisions autonomes en 1959, une à Singapour et l'autre à Kuala Lumpur.

### Université de Singapour (1962–1980)
En 1960, alors que l'indépendance de Singapour se dessine, le gouvernement fédérale Malais et le gouvernement de Singapour décident de modifier les statuts de ces divisions pour en faire des universités séparées. Le législateur publie en 1961 un texte établissant l'Université de Malaisie à partir de la division de Kuala Lumpur, tandis que la division de Singapour est renommée Université de Singapour le 1er Janvier 1962.

### Forme actuelle
En 1980, le gouvernement exprime la volonté d'avoir un organe unique et puissant de formation universitaire et de recherche, tout en promouvant l'usage de la langue anglaise. On fusionne alors l'Université de Singapour et l'Université Nanyang en 1980 :  l'Université Nationale de Singapour (NUS) est née. Les armoiries des deux universités sont fusionnées également, et l'on retrouve les trois anneaux entrelacés de l'Université Nanyang dans le logo actuel de NUS.

## Campus
Le campus principal de l'université se situe au sud-ouest de Singapour, entre les quartiers de Kent Ridge et de Clementi. Il s'étend sur 150 ha. Le campus annexe à Bukit Timah héberge la faculté de droit et celle de politique publique. Celui d'Outram accueil principalement la Duke-NUS Graduate Medical School (dites aussi: Duke-NUS; GMS) et des facilités de recherches. Duke-NUS est une école de médecine pour le troisième cycle à laquelle les étudiants terminent leurs études en recevant un MD, c'est-à-dire un diplôme en docteur en médecine. C'est un partenariat avec Duke University d'Etats-Unis qui a pour but d'offrir aux étudiants une éducation médicale avec un cursus américain après avoir terminé leurs études du premier cycle.  Les centres de recherches biomédicaux (neuroscience cognitive, sénescence et troisième age, soins palliatifs , biologie computationnelle et médecine quantique) ainsi que ceux d'éducation médicale (centre pour le développement des cliniciens-chercheurs) et les techniques de recherche (centre pour le développement de recherche et technologie) s'y trouvent aussi.

## Relations internationales
En 2010, elle crée avec l'université Yale un programme universitaire de double diplôme appelé « Yale-NUS College » qui doit accueillir des étudiants dès 2013.

## Scientométrie
L'université nationale de Singapour apparaît dans plusieurs classements réalisés par le Times Higher Education. Elle est classée 1re université à Singapour, 1re université d'Asie et 22e université mondiale selon le classement 2018 du Times Higher Education, et 11ème université mondiale selon le classement 2019 du QS World University Rankings. NUS a également été classée 4ème université la plus internationale au monde (1re à Singapour) par le Times Higher Education en 2018. En 2016, l'étude d'employabilité des diplômés menée par le Times Higher Education a placé NUS en 15e position mondiale (1re à Singapour). Enfin, le classement par réputation internationale du Times Higher Education a placé NUS en 24e position mondiale.
L'université a une forte culture de recherche. NUS a collaboré avec 2858 institutions et universités dans 146 pays en 2018. Elle a paru 9887 articles dans les journaux de recherche dans la même année. C'était l'année où elle a reçu $781 millions de subventions de recherches, 465 brevets déposés, 92 brevets délivrés, 356 inventions divulguées et 106 licences de technologie concédées.

## Personnalités liées à l'université

### Professeurs
- Rodolphe De Koninck, professeur invité
- Richard Henry Friend
- Wang Gungwu
- Gloria Lim
- Kishore Mahbubani
- Cyril Northcote Parkinson
- Anthony Reid
- M. C. Ricklefs
- Tony Tan Keng Yam
- Paul Theroux
- Jean-Paul Thiery, professeur associé et ancien directeur du département de biochimie à la faculté de médecine
- Edwin Thumboo
- Lam Lay Yong

### Étudiants
- Lai Siu Chiu (née en 1948), magistrate, première femme juge à la Cour suprême de Singapour.
- Jessica Tan (née en 1966), femme politique singapourienne, vice-présidente de l'Assemblée.
- Yee-Sin Leo, médecin, spécialiste des maladies infectieuses.